# Lista de bolas oficiais da Liga dos Campeões da UEFA
Este artigo traz uma lista com o nome das bolas usadas na Liga dos Campeões da UEFA.
| Temporada | Bola Oficial                                 | Bola Oficial da Finalíssima        | Imagem | Observações | Ref         |
| --------- | -------------------------------------------- | ---------------------------------- | ------ | ----------- | ----------- |
| 1998-99   | Nike NK 800 Geo                              | Nike NK 800 Geo                    |        |             |             |
| 1999-00   | Nike Geo Merlin Vapor                        | Nike Geo Merlin Vapor              |        |             |             |
| 2000–01   | Adidas Finale 1                              | Adidas Finale 1                    |        |             |             |
| 2001–02   | Adidas Finale 2                              | Adidas Finale 2                    |        |             |             |
| 2002–03   | Adidas Finale 3                              | Adidas Finale 3 "Final Manchester" |        |             |             |
| 2003–04   | Adidas Finale 3                              | Adidas Finale 3 "Final AufSchalke" |        |             |             |
| 2004–05   | Adidas Finale 4                              | Adidas Finale "Final Estambul"     |        |             |             |
| 2005–06   | Adidas Finale 5                              | Adidas Finale "Final Paris"        |        |             |             |
| 2006–07   | Adidas Finale 6 e Adidas Finale Power Orange | Adidas Finale "Final Atenas"       |        |             |             |
| 2007–08   | Adidas Finale 7                              | Adidas Finale "Final Moscow"       |        |             |             |
| 2008–09   | Adidas Finale 8                              | Adidas Finale "Final Roma"         |        |             |             |
| 2009–10   | Adidas Finale 9                              | Adidas Finale Madrid               |        |             |             |
| 2010–11   | Adidas Finale 10                             | Adidas Finale Londres              |        |             | [ 1 ] [ 2 ] |
| 2011–12   | Adidas Finale 11                             | Adidas Finale Munich               |        |             | [ 3 ] [ 4 ] |
| 2012–13   | Adidas Finale 12                             | Adidas Finale Londres              |        |             | [ 5 ]       |
| 2013–14   | Adidas Finale 13                             | Adidas Finale Lisbon               |        |             |             |